# Madonna (album)
Madonna je první studiové eponymní album americké zpěvačky a skladatelky Madonny z roku 1983.

## Po vydání
Po úspěchu druhého alba v roce 1985 Like a Virgin, bylo znovu vydáno na evropském trhu po názvem The First Album.

## Seznam skladeb
| Pořadí | Název               | Hudba                                  | Text                        | Délka |
| ------ | ------------------- | -------------------------------------- | --------------------------- | ----- |
| 1.     | Lucky Star          | Reggie Lucas, John „Jellybean“ Benitez | Madonna                     | 5:37  |
| 2.     | Borderline          | Lucas                                  | Lucas                       | 5:18  |
| 3.     | Burning Up"         | Lucas, Benitez                         | Madonna                     | 3:45  |
| 4.     | I Know It           | Lucas                                  | Madonna                     | 3:47  |
| 5.     | Holiday             | Benitez                                | Curtis Hudson, Lisa Stevens | 6:08  |
| 6.     | Think of Me         | Lucas                                  | Madonna                     | 4:54  |
| 7.     | Physical Attraction | Lucas, Benitez                         | Lucas                       | 6:39  |
| 8.     | Everybody           | Mark Kamins                            | Madonna                     | 4:57  |

## Umělci

### Hudebníci
- Madonna – zpěv, vokály v pozadí, Cowbell
- Tina B. – vokály v pozadí (v skladbě „Holiday“)
- Christine Faith – doprovodné vokály
- Dean Gant – synthesizer, klavír, elektrické piano

### Produkce
- Hudební producenti: Reggie Lucas, John „Jellybean“ Benitez
- Jim Dougherty – zvukař

### Design
- Gary Heery – Fotograf předělaného obalu alba z roku 2001.
- George Holy – Fotograf originálního obalu alba s titulem The First Album z roku 1984.

## Hitparády

### Týdenní hitparády
| Hitparáda (1983–84)         | vrchol |
| --------------------------- | ------ |
| Australská albová hitparáda | 10.    |
| Britská albová hitparáda    | 6.     |
| US Billboard 200            | 8.     |
| US Top R&B/Hip-Hop Albums   | 20.    |

### Certifikace
| Austrálie | 3x platinová deska | ARIA |